# Egiptologia

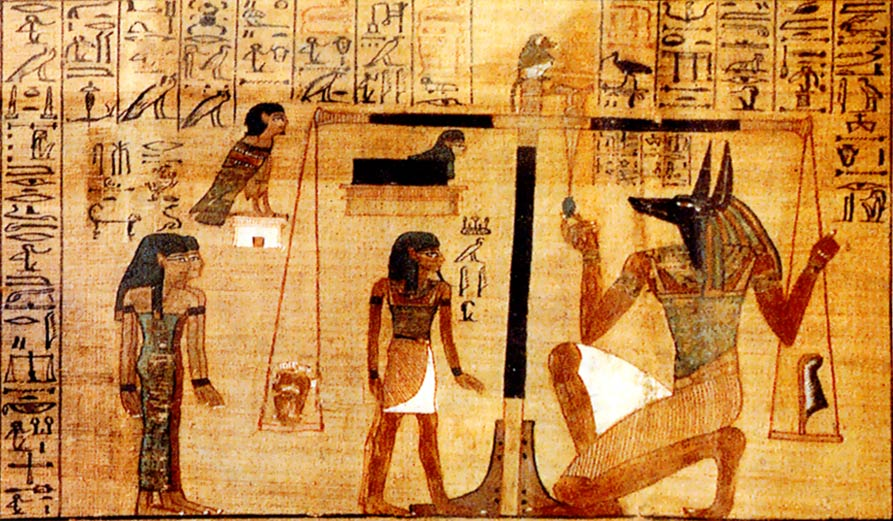
Papir del llibre dels morts

L'egiptologia és la ciència i l'estudi multidisciplinari de l'antic Egipte i de la seva civilització: des del punt de vista arqueològic s'excaven, s'analitzen i s'estudien les restes de la civilització faraònica, des del museològic es conserven i s'exposen aquestes restes, des de l'històric s'investiga el desenvolupament polític, social, econòmic, artístic, ... d'aquesta cultura i de les seves relacions internacionals, sobretot arran dels descobriments arqueològics i des de la Filologia i la Lingüística s'investiga l'idioma i l'escriptura jeroglífica. L'Egipte faraònic també s'investiga des d'altres camps, com el militar, l'antropològic i el científic i tècnic o tecnològic. Qui s'especialitza en aquest estudi s'anomena egiptòleg.
L'egiptologia estudia la cultura egípcia antiga (llengua, literatura, religió, art, economia, filosofia, ...) aproximadament des del cinquè mil·lenni aC fins al final de l'època dels romans al segle iv dC.
Es considera que la moderna egiptologia, oposada a l'antiga curiositat per la terra d'Egipte, s'inicia com a ciència l'any 1822, quan Jean-François Champollion anuncia la descodificació del sistema dels jeroglífics egipcis i les primeres traduccions de paraules autòctones (no gregues) per primera vegada, basant-se en l'estudi de diversos textos egipcis, entre els quals destaca el de la Pedra de Rosetta (escrit en tres escriptures i dos idiomes diferents).
A l'Antic Egipte trobem mostres d'un sistema polític, econòmic i social força similar als del món actual: van existir les vagues, el frau fiscal, la corrupció administrativa, els impostos, les relacions internacionals complexes (amb guerres, tractats de pau, diplomàcia i diversos tipus d'aliances), etc. També trobem mostres d'una gran sofisticació tecnològica en l'urbanisme i en l'arquitectura civil, en la religiosa i en la militar, així com en la medicina, en l'astronomia, en els cosmètics i en la literatura i l'escriptura, entre d'altres.

## Inicis
A Europa, des d'inicis del segle xix, es coneixia molt poc d'Egipte, i menys encara del seu passat històric, ja que es considerava una província otomana més. L'única cosa que coneixien era el que varen escriure els clàssics grecs i romans, o bé els escassos viatgers que hi van passar durant la baixa edat mitjana o el Renaixement. Egipte era, per molts, res més que una ruta alternativa que havien escollit els croats per arribar a Jerusalem.
Vanseleb fou enviat per Jean-Baptiste Colbert, l'any 1672, per tal d'obtenir manuscrits i medalles antigues, i va visitar el convent copte de Sant Antoni, amb la qual cosa es convertí en el primer viatger que va descriure les runes d'Antinòupolis, la ciutat romana erigida en temps d'Hadrià.
Egipte va ser visitat i descrit per altres viatgers europeus com Richard Pococke, però la primera exploració sistemàtica es va portar a la fi cap a finals del segle xviii i va ser realitzada per un grup d'estudiosos francesos que havien acompanyat l'expedició militar de Napoleó a Egipte. Els seus treballs es van publicar en una obra feta en 24 volums, la Description de l'Egypt, realitzada entre 1809 i 1822. Les col·leccions recollides pels francesos es mostren avui en dia en el Museu del Louvre, tot i que moltes peces varen passar a mans britàniques, com ara la famosa Pedra de Rosetta, quan Alexandria fou presa per l'exèrcit anglès.
Bernardo Drovetti, Giovanni Belzoni, Henry Salt i altres exploradors van recol·lectar antiguitats per a rics col·leccionistes privats i per als grans museus europeus i nord-americans.

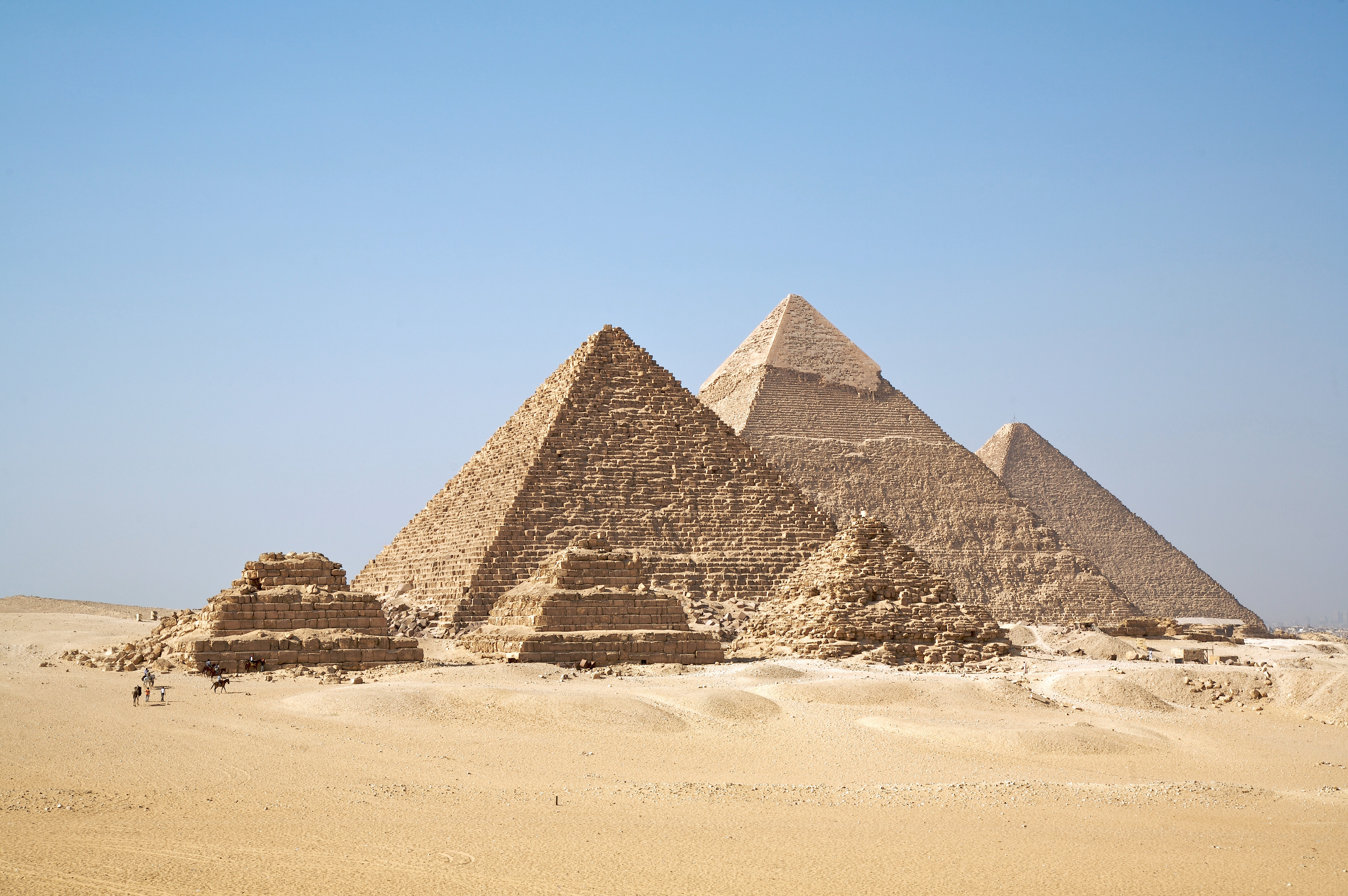
Complex funerari de Guiza, amb les tres piràmides, la de Micerí, la de Khefren i la de Kheops, de més a prop a més lluny

A inicis del segle xx va sorgir la ciència de les antiguitats egípcies, puix abans els jeroglífics gravats en els murs dels temples romanien indesxifrables, així com els textos en escriptura hieràtica i demòtica dels papirs. Hi va haver un gran avanç a finals del segle xix i principis del segle xx gràcies a la gran aportació de Jean-François Champollion, el qual va aconseguir desxifrar els jeroglífics.
William Flinders Petrie va introduir i desenvolupar noves tècniques d'excavació i d'estudis de camp molt meticulosos. Defensava que s'havia d'apuntar i preservar la quantitat més gran de proves, més que no pas recuperar objectes i antiguitats de gran valor econòmic, una pràctica arqueològica molt generalitzada llavors i també actualment.
Estava de moda dins de l'egiptologia de la primera meitat del segle xx el concepte que un poble estranger havia entrat a la vall del Nil, cap al 3400 aC, civilitzant als natius i imposant-los una organització social i política més avançada.
Després d'un estancament relatiu, de 1950 a 1970, hi va haver un canvi en l'enfocament d'aquesta matèria amb les aportacions d'especialistes en antropologia, sociologia i estadística, que van permetre una valoració més rigorosa i ajustada de les evidències arqueològiques, essencialment en l'estudi del període predinàstic d'Egipte, impulsant un major coneixement de la civilització egípcia.

## Egiptòlegs destacats
- - Karl Richard Lepsius (Prússia, 1810 - Berlín, 1884), fundador de la ciència de l'egiptologia.
  - Flinders Petrie (1853 – 1942), egiptòleg britànic pioner en la utilització d'un mètode sistemàtic en l'estudi arqueològic.
  - Jean-François Champollion (Fijac, 1790 - París, 1832), conegut també com a Champollion el jove, egiptòleg francès aconseguí desxifrar els jeroglífics
  - Ippolito Rosellini (1800-1843), fundador de la branca italiana de l'Egiptologia, va ser un gran soci, amic i deixeble de Champollion. Com Lepsius, va escriure una de les obres més completes i importants de l'Egiptologia: I monumenti dell' Egitto e della Nubia.
  - Auguste Mariette (1821-1881), egiptòleg francés, va ser el fundador del Museu Egipci del Caire i és un dels principals contribuents a la col·lecció egípcia del Museu del Louvre.
  - Alan Gardiner (1879-1963), britànic.
  - Victor Loret (1859-1946), francès.
  - Gaston Maspero
  - John Gardner Wilkinson (1797 – 1875), britànic. Viatger, escriptor i un dels pioners de l'Egiptologia.
  - James Burton (1788–1862), egiptòleg britànic, va ser un dels pioners de l'Egiptologia. El seu nom de naixement és James Haliburton.
  - Henry Salt (1780–1827), diplomàtic, viatger, artista i col·leccionista d'antiguitats, va ser el principal responsable de les grans col·leccions egípcies del Museu Britànic i del Louvre del segle xix.
  - Giovanni Battista Belzoni (Pàdua, 1778-1823), egiptòleg de caràcter aventurer
  - Howard Carter, descobridor de la tomba de Tutankamon
  - Eugène Lefébure (1838-1908), egiptòleg francès, va documentar les tombes conegudes de la Vall dels Reis a la seva època.
  - Jürgen von Beckerath (1920), egiptòleg alemany reconegut a escala mundial.
  - Kenneth Kitchen (1932), egiptòleg escocès. Especialista en el Tercer període intermedi i professor a la Universitat de Liverpool, amb reconeixement mundial.
  - Bob Brier (1943), conegut popularment com a "Mr. Mummy", egiptòleg americà especialista en paleopatologia.
  - Miroslav Verner
  - Erik Hornung
  - Mark Lehner
  - Rainer Stadelmann
  - John Romer (1941), junt amb la seva dona, Elisabeth Romer, van crear The Teban Foundation (Berkeley, Califòrnia), una organització dedicada a la documentació i conservació del patrimoni de les tombes reials de l'antiga Tebes.
  - Kent R. Weeks (1941), egiptòleg americà. És el màxim responsable del Theban Mapping Project, un projecte per a documentar tots els temples, monuments i tombes de la necròpolis tebana. També és el director de les excavacions a la tomba KV5, la dels fills de Ramsès II.
  - Barry Kemp, anglès. Encarregat de les excavacions a Al-Amārna des de fa més de 30 anys.
  - Barbara Adams (1945-2002), anglesa especialitzada en la prehistòria i època predinàstica, reconeguda pels treballs a Hierakompolis i al Museu Petrie.
  - Zahi Hawass (1947), egiptòleg polèmic i el més conegut avui dia. Ha dirigit el Consell Superior d'Antiguitats (SCA) i ha estat Ministre d'Estat per a les Antiguitats d'Egipte. També treballa per a la National Geographic Society i ha exercit de guia turístic de grans autoritats estrangeres com el president dels EUA, Barack Obama.
  - Günter Dreyer, el 1988 va descobrir la que podria ser la tomba d'Horus Escorpí I a Abidos, allà trobà unes inscripcions que podrien ser les mostres de jeroglífics més antigues de la història.
  - Christian Jacq (París, 1947), egiptòleg i novel·lista, gran expert en l'època del faraó Ramsès II
  - Salima Ikram
  - Eduard Toda i Güell (1855-1941), intel·lectual català, forma part dels pioners de l'Egiptologia.

Mecenes de l'egiptologia:
- - Lord Carnarvon (1866 – 1923, el Caire), aristòcrata anglès conegut entre altres coses pel descobriment de la tomba de Tutankamon a la Vall dels Reis.
  - Theodore Davis (1837-1915), advocat americà. Va patrocinar el Servei d'Antiguitats egipci (predecessor del Consell Superior d'Antiguitats (SCA)) i va tenir la concessió exclusiva de les excavacions a la Vall dels Reis des del 1902 fins a la temporada 1913-1914, quan va abandonar les excavacions creient que ja ho havia descobert tot. Un dels arqueòlegs que van treballar per a ell va ser Howard Carter.

## Egiptòlegs de ficció
- - Daniel Jackson, personatge de ficció de l'univers Stargate.
  - Indiana Jones, protagonista de diverses pel·lícules (interpretat per Harrison Ford)
  - Lara Croft, protagonista de la saga de videojocs Tomb Raider i posteriorment pel·lícule

## Egiptologia catalana
L'egiptologia catalana té com a precursor el polifacètic Eduard Toda i Güell, amb la seva campanya arqueològica durant un viatge a Egipte i Núbia (1885-1886) i els dos reports consegüents: Sesostris (Madrid, 1886) i Son Notém en Tebas: inventario y textos de un sepulcro egipcio de la XX Dinastia (Madrid, 1886).
Emperò, durant el segle posterior els Països Catalans no tingueren ocasió ni mitjans de desenvolupar estudis egiptològics pròpiament dits, tot i que la comunitat científica catalana procurà estar al dia de l'evolució internacional de la disciplina. Així, anaren traduint-se llibres sobre egiptologia (també en català); múltiples museus d'especialitat variada (Perpinyà, diversos de Barcelona, el de Montserrat, el Darder de Banyoles, de diversos municipis valencians, col·leccions de Mallorca i de Menorca) acolliren elements egipcis, des de mòmies fins a teixits coptes, passant per papirs, escultures i uixebtis; etc. Entre els estudiosos, a títol d'exemple, s'interessaren pels teixits coptes Josep Pascó i Ramon Roca i Puig. Entre els impulsors de la moderna egiptologia catalana cal destacar Llorenç Baqués i Estapé (1935-1980), molt actiu al Principat i a les Illes, traspassat prematurament.
L'egiptologia catalana engega una certa activació en la dècada de 1980, en què universitats com la de Barcelona comencen a implicar-se en projectes específicament egiptològics, i en què comencen a sorgir entitats de caràcter privat consagrades específicament a l'egiptologia. Cal destacar-hi la Fundació Arqueològica Clos (1992), amb el Museu Egipci de Barcelona (1994); la Societat Catalana d'Egiptologia (1988), associació cultural privada; i, de naixença més recent, l'Institut Valencià d'Egiptologia (2003), societat sense ànim de lucre. A banda de l'emblemàtic museu, tant la fundació-museu Clos com la SCE realitzen excavacions sobre el terreny (Oxirrinc, etc.); publiquen i venen llibres i revistes (principalment en català, francès i espanyol); mantenen biblioteques especialitzades (Biblioteca d'Egiptologia de la SCE, Biblioteca de la Fundació Arqueològica Clos); fan cursos d'especialització i cursets divulgatius; etc. L'IVE celebra jornades anuals, així com seminaris i cursos, manté una biblioteca especialitzada i projecta dedicar-se a la recerca de camp.
A Catalunya Nord els estudis egiptològics estan subsumits en el sistema de la potent egiptologia francesa; hi existeix l'activa associació Les amis de l'Égyte ancienne, a Sant Esteve del Monestir. A l'altra banda de l'Albera, encara avui la planificació del sistema universitari espanyol no preveu estudis específics d'egiptologia, amb què continua la tònica tradicional de fer-hi especialitzacions en el marc general de l'arqueologia o de l'estudi de llengües mortes; així, algunes universitats públiques, com la UAB, ofereixen màsters en egiptologia. La fundació Clos creà l'any 2000 l'Escola d'Egiptologia, de titularitat privada; és el primer centre d'ensenyament superior consagrat a l'egiptologia existent als Països Catalans i a l'Estat espanyol.